# Diocesi di Jiangmen

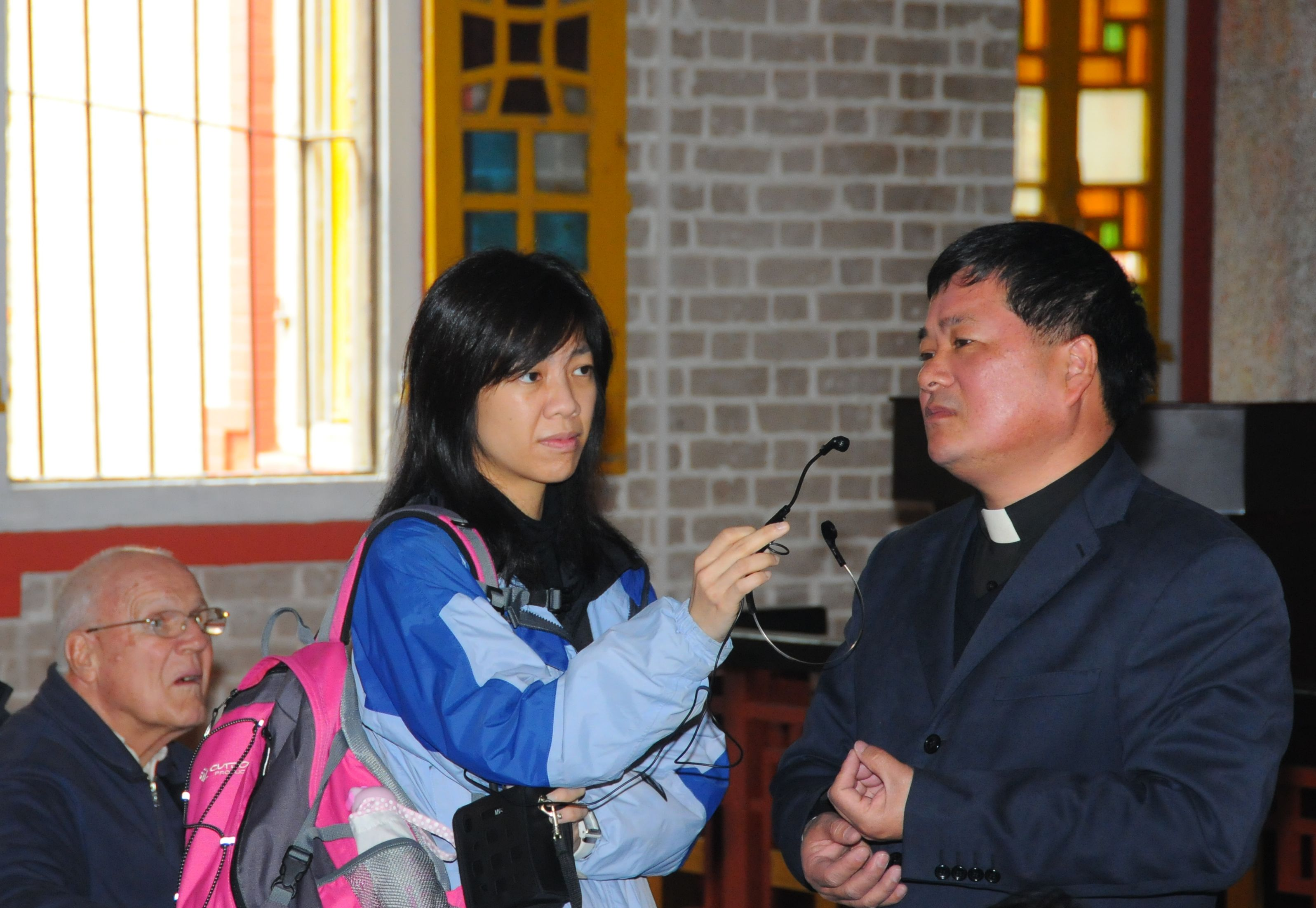
Il vescovo Paul Liang Jiansen

La diocesi di Jiangmen (in latino: Dioecesis Chiammenensis) è una sede della Chiesa cattolica in Cina suffraganea dell'arcidiocesi di Guangzhou. Nel 1950 contava 8.292 battezzati su 4.000.000 di abitanti. La sede è vacante.

## Territorio
La diocesi comprende parte della provincia di Guangdong, nella Cina meridionale.
Sede vescovile è la città di Jiangmen, dove si trova la cattedrale dell'Immacolato Cuore di Maria.
Nel territorio diocesano è situata la località di Shangchuan (Sancian) dove morì, il 3 dicembre 1552, san Francesco Saverio.

## Storia
La prefettura apostolica di Jiangmen fu eretta il 31 gennaio 1924 con il breve Ut aucto di papa Pio XI, ricavandone il territorio dal vicariato apostolico di Guangzhou (oggi arcidiocesi).
Il 3 febbraio 1927 la prefettura apostolica fu elevata al rango di vicariato apostolico con il breve Non sine dello stesso papa Pio XI.
L'11 aprile 1946 il vicariato apostolico è stato elevato a diocesi con la bolla Quotidie Nos di papa Pio XII.
Dal 1981 al 4 gennaio 2007, data della sua morte, è stato vescovo "ufficiale" di Jiangmen, monsignor Peter Paul Li Panshi. Dopo oltre quattro anni di sede vacante, il 30 marzo 2011 è stato ordinato nuovo vescovo il sacerdote Paul Liang Jiansen, già vicario generale della diocesi dal 2004, con il consenso della Santa Sede e delle autorità cinesi.

## Cronotassi dei vescovi
Si omettono i periodi di sede vacante non superiori ai 2 anni o non storicamente accertati.
- James Edward Walsh, M.M. † (12 marzo 1924 - luglio 1936 dimesso)
- Adolph John Paschang, M.M. † (17 giugno 1937 - 3 febbraio 1968 deceduto)
  - Sede vacante
  - Peter Paul Li Panshi † (27 settembre 1981 consacrato - 4 gennaio 2007 deceduto)
  - Paul Liang Jiansen, dal 30 marzo 2011

## Statistiche
La diocesi nel 1950 su una popolazione di 4.000.000 di persone contava 8.292 battezzati, corrispondenti allo 0,2% del totale.
| anno | popolazione | popolazione | popolazione | presbiteri | presbiteri | presbiteri | presbiteri                | diaconi | religiosi | religiosi | parrocchie |
| anno | battezzati  | totale      | %           | numero     | secolari   | regolari   | battezzati per presbitero | diaconi | uomini    | donne     | parrocchie |
| ---- | ----------- | ----------- | ----------- | ---------- | ---------- | ---------- | ------------------------- | ------- | --------- | --------- | ---------- |
| 1950 | 8.292       | 4.000.000   | 0,2         | 37         | 37         |            | 224                       |         |           | 38        | 21         |

Secondo alcune fonti statistiche, nel 2011 la diocesi avrebbe una decina di sacerdoti, una trentina di suore e circa 20.000 fedeli, distribuiti in 20 parrocchie.